# Песня летит по свету
«Песня летит по свету» — советский объёмный кукольный мультфильм, созданный режиссёром Анатолием Карановичем в 1965 году на студии «Союзмультфильм».

## Сюжет
Мультфильм о широко известной советской песне послевоенного времени «Подмосковные вечера», сохраняющей многочисленных почитателей и по сей день.
Фильм повествует о том, что для задушевной песни композитора Василия Соловьёва-Седого на слова Михаила Матусовского, как и для любого гениального произведения искусства не существует границ и расстояний.
Парень на свидании исполнил для своей возлюбленной «Подмосковные вечера», мелодия очень понравилась певчей птичке, прятавшейся в ветвях дерева. Маленький соловей, подхватив напев юноши, переносит его на другую половину планеты, в тёплые края, где и прощебетала знакомые ноты попугаю. Попугай запомнил незатейливый мотив и понёс песню дальше. Вскоре уже вся Африка исполняла «Подмосковные вечера», даже не подозревая откуда туда попал этот мотив. И вот уже песню «Подмосковные вечера» поют все народы мира.
Необязательно знать язык, на котором написаны слова песни, важно чувствовать любовь к родному краю, вложенную в каждую строчку. У любого народа есть «вечера», достойные воспевания, потому так легко эта мелодия прокладывает путь к сердцу слушателя, где бы он ни жил. В мультфильме кроме русского текста песни звучат фрагменты переводов на французский, испанский и немецкий языки.

## Съёмочная группа
- Сценарист: Юрий Яковлев
- Режиссёр — Анатолий Каранович
- Оператор — Теодор Бунимович
- Художник-постановщик — Алина Спешнева
- Композитор — Василий Соловьёв-Седой
- Музыкальная обработка песни: И. Шахов
- Звукооператор — Борис Фильчиков
- Автор текста песни — Михаил Матусовский
- Куклы и декорации изготовили: В. Алисов, Ю. Бенкевич, Н. Будылова, Павел Гусев, Г. Геттингер, С. Знаменская, В. Куранов, Лилианна Лютинская, И. Максакова под руководством Романа Гурова
- Монтаж: Лидия Кякшт
- Съёмочная группа приведена по титрам мультфильма.